# Windows Messaging
Windows Messaging, inicialmente llamado Microsoft Exchange Client, es un cliente de correo electrónico que se incluye con Windows 95 (a partir de OSR2), Windows 98 y Windows NT 4.0.
En Windows 98 no viene instalado por defecto, aunque se puede instalar por separado en el CD de instalación. Windows Messaging es incompatible con Windows 2000 en adelante

## Historia
Microsoft Exchange ha ganado un amplio uso con el lanzamiento de Windows 95, ya que este era el único cliente de correo electrónico que se incluyó con él. En 1996, se renombró a Windows Messaging, debido a la próxima versión de Microsoft Exchange Server, y continuó siendo incluido en las últimas versiones de Windows hasta la versión inicial de Windows 98, la cual venía incluida con Outlook Express 4.0 como el cliente de correo electrónico predeterminado.
El cliente de Email Windows Messaging tuvo dos ramas de sucesores:
- En software incluido con Windows, estos fueron Internet Mail and News en Windows 95 (y liado con Internet Explorer 3), el cual fue reemplazado más tarde por Outlook Express 4.0 en Windows 98 (incluido con Internet Explorer 4.0 en Windows 95) y a lo largo de las versiones futuras de Windows. Esto no hizo uso del tipo de archivo .pst.
- Microsoft Outlook se convirtió en el más útil y más directo sucesor de Microsoft Exchange Client, que todavía utiliza por defecto el tipo de archivo .pst.

## Microsoft Fax
Microsoft Fax, también llamado como Microsoft at Work Fax (AWF), es el componente de fax que proporciona la capacidad de Fax Enviar-y-Recibir; enviar y recibir faxes estuvo almacenado en el mismo archivo .pst como otros mensajes, el primer intento de mensajería unificada por Microsoft; también tiene la capacidad de actuar como un servidor fax, el cual no está disponible en versiones más recientes desde Windows Vista.

## Críticas
- Como Microsoft Outlook utiliza el mismo perfil de Windows Messaging, la cuenta y de la configuración de correo electrónico (MAPI), los usuarios de Microsoft Exchange no familiarizados con él podrían haber pensado que Outlook crea un doble perfil y que se hicieron copias de todos sus mensajes de correo electrónico mientras ellos estaban revisando las novedades que traía el nuevo Microsoft Outlook (versión 97). De este modo algunos usuarios de Microsoft Exchange podrían sin saberlo, haber borrado todos sus mensajes de correo electrónico que se percibe como 'doble', como Outlook no tiene ninguna función front-end para notificar a los usuarios de que era en realidad el uso de la misma cuenta de Exchange o Windows Messaging
- De manera similar, el correo electrónico que no usó un formato de mensajes tradicional, se muestra de la misma manera: el contenido real del mensaje fue entregado en forma de datos adjuntos de texto con la extensión *.ATT, que puede abrirse a través del Bloc de notas. Estos archivos son guardados en el directorio Temp y algunos correos electrónicos sensibles podría, por tanto, haber sido puestos a disposición de otros usuarios para ver.
- La versión original carecía de soporte de mail de internet(SMTP y POP3). Sólo están disponibles de format separada en el pack Microsoft Plus!.
- El correo electrónico HTML se muestra de tal manera que el mensaje contenía un *.ATT o *.htm anclado, que tenía que ser guardado y, a continuación, se visualizaba en un navegador, como Exchange no tiene soporte para mensajes con formato HTML.
- Los caracteres internacionales eran incompatibles. Algunos de los correos que fuera enviado con un no-ASCII o sin un conjunto de caracteres de 7/8 bits se muestran en forma de datos adjuntos, que debía ser guardado y, a continuación, leerse en un navegador web, con la codificación establecida para una página de códigos especificada.